# Kaszag

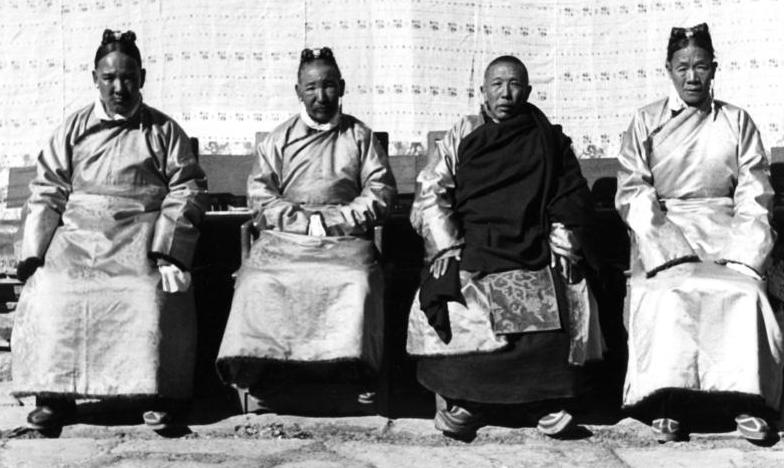
Członkowie Kaszagu pod koniec lat 30. XX w.

Kaszag, także Kaszak (tyb.: བཀའ་ཤག་, Wylie: bkaʼ-shag, ZWPY: Gaxag), tradycyjna nazwa tybetańskiego rządu.
Według Karty Tybetańczyków na Wychodźstwie, w skład kaszagu wchodzi obecnie maksymalnie ośmiu kalonów (tyb. བཀའ་བློན་, wylie: bkaʼ-blon). Na jego czele stoi kalon tripa (tyb. བཀའ་བློན་ཁྲི་པ་, wylie: bkaʼ-blon-khri-pa).
Podlega bezpośrednio Dalajlamie i działa w porozumieniu z nim. Jego członkowie mają status ministrów Centralnego Rządu Tybetańskiego.